# Provincia di Naâma
La provincia di Naâma (in arabo ولاية النعامة) è una delle 58 province (wilaya) dell'Algeria. Prende il nome dal capoluogo Naâma.

## Popolazione
La provincia conta 192.891 abitanti, di cui 98.299 di genere maschile e 94.592 di genere femminile, con un tasso di crescita dal 1998 al 2008 del 4.3%.

## Geografia antropica

### Suddivisioni amministrative
La provincia è suddivisa in 7 distretti, a loro volta suddivisi in 12 municipalità.
| Distretto       | Capoluogo       | Municipalità                       |
| --------------- | --------------- | ---------------------------------- |
| Naâma           | Naâma           | Naâma                              |
| Sfissifa        | Sfissifa        | Sfissifa                           |
| Asla            | Asla            | Asla                               |
| Mécheria        | Mécheria        | Mécheria, Aïn Ben Khelil, El Biodh |
| Mekmen Ben Amar | Mekmen Ben Amar | Mekmen Ben Amar, Kasdir            |
| Aïn Séfra       | Aïn Séfra       | Aïn Séfra, Tiout                   |
| Moghrar         | Moghrar         | Moghrar, Djéniane Bourzeg          |